# Евклидово поле
Евклидово поле — упорядоченное поле, в котором
каждый положительный элемент является квадратом.

## Свойства
- Каждое евклидово поле является упорядоченным пифагорейским полем[англ.], но обратное неверно.[1]
- Если E — конечное расширение поля F, и E — евклидово поле, то и F — евклидово поле. Это следует из теоремы Диллера — Дресса[англ.].[2]

## Примеры
- Поле {\displaystyle \mathbb {R} } вещественных чисел — евклидово поле.
- Поле {\displaystyle \mathbb {Q} } рациональных чисел не является евклидовым полем.
- Поле вещественных алгебраических чисел {\displaystyle \mathbb {R} \cap \mathbb {\overline {Q}} } является евклидовым полем.
- Поле гиперреальных чисел является евклидовым полем.